# Aparat wielkoformatowy

Aparat wielkoformatowy Ernoflex I

Aparat wielkoformatowy – aparat fotograficzny o formacie kadru większym niż format średni, czyli kadrze o wymiarach większym niż 6×9 cm. 
W aparatach wielkoformatowych stosuje się błonę (materiał światłoczuły) ciętą (w arkuszach, nie w rolkach). Błony zwojowe (mały i średni format) można zastosować przy użyciu roll-kasety. W dobie fotografii cyfrowej praktycznie każdy model aparatu wielkoformatowego może być wyposażony w przystawkę cyfrową.
Większość aparatów wielkoformatowych jest wyposażona w urządzenia pozwalające na modyfikację geometrii układu optycznego w oparciu o regułę Scheimpfluga.
Najczęściej wykorzystywane formaty w tego rodzaju aparatach to: 4×5" (9×12 cm), 5×7" (13×18 cm), 7×9,5" (18×24 cm), 8x10" (20×25 cm). Na poniższym rysunku widnieje porównanie formatów: mały obrazek – 35 mm oraz formaty średnie – 6×4,5 do 6×9 cm i wielkie (w calach).

Najbardziej popularne marki w tej sferze to: Shen Hao, Linhof, Sinar, Tachihara, Ebony, Globica, Mentor, Toyo.